# Öttusa a 2020. évi nyári olimpiai játékokon
A 2020. évi nyári olimpiai játékokon öttusában 2 versenyszámot rendeztek meg. A versenyszámokat augusztus 5. és 7. között rendezték meg.

## Éremtáblázat
(A táblázatokban Magyarország sportolói eltérő háttérszínnel, az egyes számoszlopok legmagasabb értéke vagy értékei vastagítással kiemelve.)
| A 2020. évi nyári olimpiai játékok éremtáblázata öttusában | A 2020. évi nyári olimpiai játékok éremtáblázata öttusában | A 2020. évi nyári olimpiai játékok éremtáblázata öttusában | A 2020. évi nyári olimpiai játékok éremtáblázata öttusában | A 2020. évi nyári olimpiai játékok éremtáblázata öttusában | Olimpia  |
| ---------------------------------------------------------- | ---------------------------------------------------------- | ---------------------------------------------------------- | ---------------------------------------------------------- | ---------------------------------------------------------- | -------- |
|                                                            | Ország                                                     | Arany                                                      | Ezüst                                                      | Bronz                                                      | Összesen |
| 1.                                                         | Nagy-Britannia (GBR)                                       | 2                                                          | 0                                                          | 0                                                          | 2        |
|                                                            |                                                            |                                                            |                                                            |                                                            |          |
| 2.                                                         | Egyiptom (EGY)                                             | 0                                                          | 1                                                          | 0                                                          | 1        |
| 2.                                                         | Litvánia (LTU)                                             | 0                                                          | 1                                                          | 0                                                          | 1        |
|                                                            |                                                            |                                                            |                                                            |                                                            |          |
| 4.                                                         | Dél-Korea (KOR)                                            | 0                                                          | 0                                                          | 1                                                          | 1        |
| 4.                                                         | Magyarország (HUN)                                         | 0                                                          | 0                                                          | 1                                                          | 1        |
|                                                            |                                                            |                                                            |                                                            |                                                            |          |
| Összesen                                                   | Összesen                                                   | 2                                                          | 2                                                          | 2                                                          | 6        |

## Érmesek
| A 2020. évi nyári olimpiai játékok érmesei öttusában |                                    |                                     |                                              |
| Versenyszám                                          | Arany                              | Ezüst                               | Bronz                                        |
| Férfi egyéni                                         | Joe Choong · Nagy-Britannia (GBR)  | Ahmed El-Gendy · Egyiptom (EGY)     | Cson Ungthe (Jeon Ung-tae) · Dél-Korea (KOR) |
| Női egyéni                                           | Kate French · Nagy-Britannia (GBR) | Laura Asadauskaitė · Litvánia (LTU) | Kovács Sarolta · Magyarország (HUN)          |